# Eutettix chelatus
Eutettix chelatus är en insektsart som beskrevs av Delong och Harlan 1968. Eutettix chelatus ingår i släktet Eutettix och familjen dvärgstritar. Inga underarter finns listade i Catalogue of Life.